# Liste der denkmalgeschützten Objekte in Kitzbühel
Die Liste der denkmalgeschützten Objekte in Kitzbühel enthält die 72 denkmalgeschützten, unbeweglichen Objekte der Stadtgemeinde Kitzbühel im gleichnamigen Bezirk Kitzbühel (Tirol).

## Denkmäler
| Foto |                 | Denkmal                                                                                           | Standort                                                        | Beschreibung | Metadaten |
| ---- | --------------- | ------------------------------------------------------------------------------------------------- | --------------------------------------------------------------- | --- | --- |
| ja   | Datei hochladen | Stadtbad, Schwarzseebad HERIS-ID: 94499 Objekt-ID: 109657 TKK: 58964                              | Am See 5 Standort KG: Kitzbühel Land                            | Das Verwaltungs- und Umkleidegebäude des Seebades am Schwarzsee wurde um 1930 errichtet. Der große, in Ständerbauweise mit senkrechter Bretterverschalung konstruierte Bau besteht aus einem dreigeschoßigen Trakt über annähernd quadratischem Grundriss und an beiden Traufseiten quer angefügten, zweigeschoßigen langgestreckten Seitenflügeln. An der Seeseite befinden sich in jedem Geschoß durchgehende, offene Gänge zur Erschließung der Kabinen. | BDA-Hist.: Q37764581 Status: § 2a Stand der BDA-Liste: 2025-06-30 Name: Stadtbad, Schwarzseebad GstNr.: 3209/6                                                                                     |
| ja   | Datei hochladen | Villa Erna HERIS-ID: 94507 TKK: 58970seit 2022                                                    | Aschbachbichl 3 Standort KG: Kitzbühel Land                     | Das dreigeschoßige Landhaus mit flachem Satteldach über rechteckigem Grundriss wurde 1932 vom Architekten Josef Unterberger in reduziert angewandten, traditionellen Tiroler Bauformen gestaltet. Es ist eine gelungene Verbindung von Elementen des Heimatstils, der traditionellen, regionalen Baukunst sowie der Tiroler Moderne. Das Erdgeschoß ist gemauert und teils mit Bruchsteinen verkleidet, der restliche Bau ist in Kantblockbauweise mit Kopfstrickverband gezimmert. Im Erdgeschoß ist ein über Stirn- und nordwestliche Traufseite umlaufender Laubengang mit breiten, rundbogigen Arkaden vorgelagert, die oben liegende Terrasse wird durch eine viertelgewendelte Freitreppe erschlossen. An der Südecke reicht ein Polygonalerker über das Erd- und das erste Geschoß, darüber ein dreiseitig umlaufender Söller. Aufgrund der Hanglage ist dem Gebäude westlich eine Treppenanlage mit Stützmauern aus Bruchsteinen vorsetzt.                                                   | BDA-Hist.: Q105371828 Status: Bescheid Stand der BDA-Liste: 2025-06-30 Name: Villa Erna GstNr.: 1776/4                                                                                             |
| ja   | Datei hochladen | Villa Berghof HERIS-ID: 39745 Objekt-ID: 39577 TKK: 58973                                         | Aschbachbichl 14 Standort KG: Kitzbühel Land                    | Die zweigeschoßige, durch Balkone, Vor- und Anbauten gegliederte Villa mit Satteldach wurde 1934 nach Plänen von Clemens Holzmeister erbaut. Der Bau besitzt einen mit Bruchsteinen verkleideten Kellersockel, ist im Erdgeschoß glatt verputzt und zeigt im Obergeschoß horizontale Stülpschalung. Der mittig liegende Vorbau öffnet sich in der Sockelzone durch einen Rundbogen und ist bis zur Sohlbankhöhe der Erdgeschoßfenster mit Bruchsteinen verkleidet. Im Erdgeschoß rechts neben dem Vorbau befindet sich eine kleine Terrasse, im Obergeschoß beidseitig über die Traufseiten umlaufene Balkone mit waagrecht verschalter Brüstung. An der südöstlichen Traufseite schließt ein zweigeschoßiger Anbau unter Schleppdach an, das Obergeschoß ist als Terrasse geöffnet. Neben dem Anbau ist im Obergeschoß die Traufseite eingezogen und als Loggia mit Brüstung versehen. An der nordöstlichen Giebelseite befindet sich der Haupteingang, darüber ein flacher Erker.                  | BDA-Hist.: Q37991043 Status: Bescheid Stand der BDA-Liste: 2025-06-30 Name: Villa Berghof GstNr.: 1780/14                                                                                          |
| ja   | Datei hochladen | Kruzifix HERIS-ID: 95050 Objekt-ID: 110277 TKK: 10453                                             | Aschbachweg 30, in der Nähe Standort KG: Kitzbühel Land         | Das Wegkreuz an der Kreuzung Hornweg / Aschbachweg hat einen innen blau ausgemalten Bretterkasten und eine Spruchtafel, der im Kasten gefasste Corpus mit bewegtem Lendentuch stammt aus der Zeit um 1800. | BDA-Hist.: Q37765579 Status: § 2a Stand der BDA-Liste: 2025-06-30 Name: Kruzifix GstNr.: 3936/1 |
| BW   | Datei hochladen | Bildsäule HERIS-ID: 94658 Objekt-ID: 109817 TKK: 58979                                            | bei Bichlachweg 8 Standort KG: Kitzbühel Land                   | Die Bildsäule besteht aus einem Postament, einer Säule und einem Aufsatz mit Heiligenrelief. Sie stammt vermutlich aus dem 18. Jahrhundert. | BDA-Hist.: Q37764819 Status: § 2a Stand der BDA-Liste: 2025-06-30 Name: Bildsäule GstNr.: 3992/1                                                                                                   |
| ja   | Datei hochladen | Ehem. Siechenhaus, Rainhaus HERIS-ID: 46209 Objekt-ID: 47930 TKK: 11449                           | Ehrenbachgasse 46 Standort KG: Kitzbühel Land                   | Das zweigeschoßige gemauerte Haus mit Satteldach wurde 1380 urkundlich als Siechenhaus erwähnt und 1551 neu gebaut. 1828 erhielt es einen neuen Dachstuhl und eine klassizistische Fassade mit Putzgliederung. Die Fenster mit einfachen Faschenrahmen werden ebenerdig von einem Putzfeld mit Rautenmuster, im Obergeschoß von einer plastisch hervortretenden Palmette bekrönt. Das ursprünglich vermutlich rundbogige Portal wurde im 19. Jahrhundert durch eine segmentbogig geschlossene Pfostenstocktür mit Rautenmuster, schmaler Oberlichte und architektonischer Portalrahmung ersetzt. Über dem Portal befindet sich ein kleiner Balkon mit gusseiserner Brüstung. Das Innere weist einen Mittelflur mit Tonnengewölbe und Stichkappen auf, die Küche ist ebenfalls gewölbt. Im Dachraum wurde anstelle der Heulege im 19. Jahrhundert eine weitere Kammer mit geschnitztem klassizistischen Türaufsatz eingezimmert.                                                                      | BDA-Hist.: Q38019846 Status: Bescheid Stand der BDA-Liste: 2025-06-30 Name: Ehem. Siechenhaus, Rainhaus GstNr.: .35                                                                                |
| ja   | Datei hochladen | Haus Walde HERIS-ID: 13359 Objekt-ID: 9537 TKK: 11460                                             | Franz-Walde-Weg 5 Standort KG: Kitzbühel Land                   | Das Haus wurde 1937/38 nach Plänen von Alfons Walde für seine Schwester im Stil der Heimatschutzarchitektur errichtet. Der Bau besteht aus einem, aufgrund der Hanglage weit aus dem Erdreich ragenden Kellergeschoß, zwei Wohngeschoßen und einem Dachgeschoß. Keller- und Erdgeschoß sind gemauert und weiß getüncht, die beiden oberen Stockwerke mit einer Stülpschalung aus dunkel gebeiztem Holz versehen. Die Fassaden sind durch auskragende Bauelemente wie Erker, Veranda und Söller gegliedert. Das Innere des Hauses ist durch eine einfache Grundrisslösung und Raumaufteilung gekennzeichnet. Über eine gemauerte Stiege betritt man den Bau in der Mitte der Ostsüdost-Seite, durch eine rundbogige Holztüre gelangt man in einen bis zur Hausmitte reichenden Stichgang, von dem sämtliche Räume sowie der Stiegenaufgang erschlossen werden. Alle Räume sind mit Holzriemenböden und Holzdecken versehen und großteils mit Einbaumöbeln nach Entwurf von Alfons Walde eingerichtet. | BDA-Hist.: Q38176099 Status: Bescheid Stand der BDA-Liste: 2025-06-30 Name: Haus Walde GstNr.: 3113/15                                                                                             |
| ja   | Datei hochladen | Gundhabing-Kapelle HERIS-ID: 39746 Objekt-ID: 39578 TKK: 10000                                    | bei Gundhabing 27 Standort KG: Kitzbühel Land                   | Die gemauerte, einjochige Kapelle mit rundem Chorschluss und steilem, holzschindelgedecktem, über Chor abgewalmten Satteldach wurde 1831 erbaut. Sie ist an der Stirnseite über eine gemauerte Treppe erschlossen. Das Türblatt der segmentbogigen Tür zeigt reich geschnitzte Füllungen mit Bandlwerk. Im Giebelfeld befinden sich drei karniesbogige Putznischen mit Heiligendarstellungen. Das Innere ist mit einer Flachtonne versehen, der Chor ist durch einen Chorbogen mit Gitter abgetrennt. Gewölbe und Wände wurden 1832 von Johann Endfelder ausgemalt. Die Sakristeikästen und Betbänke weisen geschwungene und geschnitzte Wangen auf. | BDA-Hist.: Q37991053 Status: Bescheid Stand der BDA-Liste: 2025-06-30 Name: Gundhabing-Kapelle GstNr.: .618 Gundhabing-Kapelle                                                                     |
| ja   | Datei hochladen | Bauernhaus, Rauchstubenhaus, Obergoing HERIS-ID: 39748 Objekt-ID: 39580 TKK: 10129                | Hagsteinweg 17 Standort KG: Kitzbühel Land                      | Der zweigeschoßige, quergeteilte Einhof mit Mittelflurgrundriss und Satteldach geht ins 16. Jahrhundert zurück und wurde 1737 umgebaut. Im 20. Jahrhundert wurde der Wirtschaftstrakt für Wohnzwecke adaptiert und der Wohnteil renoviert. Der alte besitzt ein gemauertes, den Hangverlauf ausgleichendes Fundament und ist im Erdgeschoß vom Mittelflur weg zur Bergseite hin ebenfalls gemauert. Der Rest ist in Kantblockbau mit Kopfstrickverband gezimmert. Das Obergeschoß weist einen über die Stirn- und südwestliche Traufseite umlaufenden Söller auf, darüber befindet sich ein breiter Giebelsöller. Der ehemalige Wirtschaftstrakt ist im Erdgeschoß teils gemauert und teils in Kantblockbauweise gezimmert, das ausgebaute Obergeschoß besitzt eine vorkragende Bretterummantelung, die den Eindruck einer ortsüblichen Heulege erweckt. | BDA-Hist.: Q37991076 Status: Bescheid Stand der BDA-Liste: 2025-06-30 Name: Bauernhaus, Rauchstubenhaus, Obergoing GstNr.: 1819                                                                    |
| ja   | Datei hochladen | Hahnenkamm-Kapelle, Bernhard-Kapelle HERIS-ID: 94610 Objekt-ID: 109769 TKK: 9945                  | nordwestlich Hahnenkamm 12 Standort KG: Kitzbühel Land          | Die Kapelle am Hahnenkamm wurde 1960 nach Plänen von Clemens Holzmeister errichtet und dem hl. Bernhard von Aosta, dem Patron der Alpenbewohner und Bergsteiger, geweiht. Die große, aus Bruchsteinen, Ziegeln und Beton errichtete Kapelle über lang gezogenem, trapezförmigem Grundriss ist mit einem geraden Chorschluss, einem schindelgedeckten Walmdach und einem verschindelten Dachreiter mit Zeltdach versehen. Der Innenraum verjüngt sich zum Chor hin und wird mit einer Rundapsis mit Kreisfenstern abgeschlossen. Den einzigen Schmuck bildet eine von einem Lichterbaum flankierte Pietà von Josef Obermoser. | BDA-Hist.: Q37764689 Status: § 2a Stand der BDA-Liste: 2025-06-30 Name: Hahnenkamm-Kapelle, Bernhard-Kapelle GstNr.: 3859/23 Bernhardkapelle am Hahnenkamm                                         |
| BW   | Datei hochladen | Berghaus Walde HERIS-ID: 46076 Objekt-ID: 47720 TKK: 11471                                        | Hahnenkamm 19 Standort KG: Kitzbühel Land                       | Das Berghaus von Alfons Walde wurde 1928 nach seinen Plänen errichtet. Das zweigeschoßige Haus mit Flachdach ist durch vor- und zurückspringende einzelne Baueinheiten, unterschiedlich große Fenster und unterschiedliche Wandgestaltung geprägt. Das Erdgeschoß ist aus Beton, das Obergeschoß wurde in Kantblockbauweise gezimmert und ist teilweise verschindelt. Die Terrasse auf dem Flachdach konnte durch Stoffplanen abgedeckt werden und diente dem Künstler im Sommer als Freiluftatelier. Das Innere weist zahlreiche Ecken, Nischen und Gänge auf, auch die Möbel wurden von Walde entworfen. | BDA-Hist.: Q38019155 Status: Bescheid Stand der BDA-Liste: 2025-06-30 Name: Berghaus Walde GstNr.: 3857/2                                                                                          |
| ja   | Datei hochladen | Berghaus Holzmeister HERIS-ID: 45858 Objekt-ID: 47329 TKK: 11482                                  | Hahnenkamm 20 Standort KG: Kitzbühel Land                       | Das Haus wurde 1930 nach einem Entwurf Clemens Holzmeisters erbaut. Der verschindelte Holzbau auf hohem Betonsockel ist mit einem Pultdach gedeckt. Der westliche Teil ist zweigeschoßig, der östliche eingeschoßig, wodurch sich zwei Terrassen ergeben. Die Fassade wird durch unterschiedlich große und unregelmäßig angeordnete Fenster belebt. Das Innere ist funktional gestaltet, die original erhaltenen Möbel wurden ebenfalls von Holzmeister entworfen. | BDA-Hist.: Q38017863 Status: Bescheid Stand der BDA-Liste: 2025-06-30 Name: Berghaus Holzmeister GstNr.: .975 Berghaus Holzmeister                                                                 |
| ja   | Datei hochladen | Villa Zurna HERIS-ID: 95660 Objekt-ID: 111024 TKK: 59064                                          | Hornweg 23 Standort KG: Kitzbühel Land                          | | BDA-Hist.: Q37766711 Status: § 2a Stand der BDA-Liste: 2025-06-30 Name: Villa Zurna GstNr.: 1992/2 Villa Zurna, Kitzbühel                                                                          |
| ja   | Datei hochladen | Bildstock hl. Christophorus HERIS-ID: 94791 Objekt-ID: 109962 TKK: 10462                          | Jochberger Straße 18, in der Nähe Standort KG: Kitzbühel Land   | Der Bildstock hl. Christophorus an der Brücke über die Kitzbüheler Ache wurde 1963 von Heinrich Tilly geschaffen. Die Anlage besteht aus einer weiß verputzten Mauer, mit dem seitlich rechts eingefügten, die Mauer überragenden Betonrelief, und einem seitlich links vorgelegten, aus Granitquadern zusammengesetzten Würfel als Postament für einen Beleuchtungskörper. | BDA-Hist.: Q37765057 Status: § 2a Stand der BDA-Liste: 2025-06-30 Name: Bildstock hl. Christophorus GstNr.: 3930/1                                                                                 |
| ja   | Datei hochladen | Pocher-Kapelle HERIS-ID: 95061 Objekt-ID: 110288 TKK: 10476                                       | Josef-Pirchl-Straße 47a Standort KG: Kitzbühel Land             | Der gemauerte, offene Kapellenbildstock mit dreiseitigem Chorschluss und abgewalmtem Satteldach wurde 1707 errichtet. Die Stirnseite öffnet sich rechteckig, innen zeigt sich eine korbbogige, sich nach hinten verjüngende Nische mit barockem Eisengitter. Über der Nische befindet sich eine quer liegende Vierteltonne mit bis zur Rechtecksöffnung vorgezogenen Stichkappe. | BDA-Hist.: Q37765594 Status: § 2a Stand der BDA-Liste: 2025-06-30 Name: Pocher-Kapelle GstNr.: .1698 Pocher-Kapelle, Kitzbühel                                                                     |
| ja   | Datei hochladen | Hotel, Schloss Lebenberg HERIS-ID: 39754 Objekt-ID: 39586 TKK: 59045                              | Lebenbergstraße 17a Standort KG: Kitzbühel Land                 | → Hauptartikel : Schloss Lebenberg (Tirol) f1 | BDA-Hist.: Q1715767 Status: Bescheid Stand der BDA-Liste: 2025-06-30 Name: Hotel, Schloss Lebenberg GstNr.: 3013 Schloss Lebenberg, Kitzbühel                                                      |
| ja   | Datei hochladen | Haus Glentor, ehem. Bell HERIS-ID: 46924 Objekt-ID: 49314 TKK: 11513                              | Lebenbergweg 51 Standort KG: Kitzbühel Land                     | Das zweigeschoßige Landhaus mit Satteldach wurde von Helmut Wagner-Freynsheim 1934–1935 erbaut. Auf betoniertem Kellergeschoß im nördlichen Bereich steht ein gemauertes und weißgetünchtes Erdgeschoß, das Obergeschoß ist in Holzbauweise aufgesetzt und mit dunklen Brettern verschalt. Die horizontale Wirkung wird durch das flache Pultdach und den an West- und Südseite umlaufenden Balkon verstärkt. Der Raumplan mit seinen Niveausprüngen ist charakteristisch für Wagner-Freynsheim. Deutlich vertikale Akzente durch das übergroße Wohnraumfenster. | BDA-Hist.: Q38024796 Status: Bescheid Stand der BDA-Liste: 2025-06-30 Name: Haus Glentor, ehem. Bell GstNr.: .1071 Haus Glentor                                                                    |
| ja   | Datei hochladen | Högel-Kapelle, Lindenhof-Kapelle HERIS-ID: 94701 Objekt-ID: 109862 TKK: 9976                      | bei Malernweg 40 Standort KG: Kitzbühel Land                    | Die hohe, gemauerte, einjochige Kapelle mit dreiseitigem Chorschluss und über dem Chor abgewalmtem, schindelgedecktem Satteldach stammt aus dem 18. Jahrhundert. An der Stirnseite befindet sich ein breites Segmentbogenportal mit gefaster Laibung und Farbfaschenrahmung, die doppelflügelige Tür ist mit Rankengittern anstelle der obersten Füllungen gestaltet. Im Giebelfeld über der Tür dient ein schmales, schindelgedecktes Satteldach als Vordach. Der Innenraum weist ein Kreuzgratgewölbe auf, der Chor ist mit Stichkappen gewölbt und mit einem barocken Wabengitter mit Rankenaufsatz verschlossen. | BDA-Hist.: Q37764892 Status: § 2a Stand der BDA-Liste: 2025-06-30 Name: Högel-Kapelle, Lindenhof-Kapelle GstNr.: .23                                                                               |
| BW   | Datei hochladen | Bauernhaus Kampern HERIS-ID: 94540 TKK: 58985seit 2024                                            | Oberaigenweg 1 Standort KG: Kitzbühel Land                      | | BDA-Hist.: Q126122404 Status: Bescheid Stand der BDA-Liste: 2025-06-30 Name: Bauernhaus Kampern GstNr.: 932/2                                                                                      |
| ja   | Datei hochladen | Ölbergkapelle HERIS-ID: 95040 Objekt-ID: 110266 TKK: 10431                                        | bei Ölberg 33 Standort KG: Kitzbühel Land                       | Der Kapellenbildstock wurde 1980 nach einem Entwurf von Clemens Holzmeister anstelle eines hölzernen Vorgängerbaus errichtet. Das über dem runden Schluss gerundete Pyramidendach kragt an der Stirnseite vor und ruht rechts auf einem vorspringenden Mauerstück und links auf einem abstützenden Schrägbalken. Die breite Nische ist durch ein Gitter verschlossen, darin befindet sich eine barocke Ölberggruppe, der Hintergrund ist mit einer orientalischen Landschaft bemalt. | BDA-Hist.: Q37765554 Status: § 2a Stand der BDA-Liste: 2025-06-30 Name: Ölbergkapelle GstNr.: .364                                                                                                 |
| ja   | Datei hochladen | Evang. Pfarrkirche A.B. u. H.B., Christuskirche HERIS-ID: 95042 Objekt-ID: 110269 TKK: 11493      | Ölberg 6 Standort KG: Kitzbühel Land                            | Die evangelische Christuskirche wurde 1960–1962 nach Plänen von Clemens Holzmeister erbaut. Es handelt sich um einen schlichten Zentralbau über langgestrecktem, achteckigem Grundriss mit Walmdach. Aus der südlichen Dachfläche erhebt sich der hohe, über sechseckigem Grundriss errichtete Glockenturm mit rechteckigen Schallfenstern und Satteldach. Die Betonglasfenster beginnen am Dachansatz und laufen unten spitz zu. | BDA-Hist.: Q37765565 Status: § 2a Stand der BDA-Liste: 2025-06-30 Name: Evang. Pfarrkirche A.B. u. H.B., Christuskirche GstNr.: 1992/6 Evang. Pfarrkirche A.B. u. H.B., Christuskirche (Kitzbühel) |
| ja   | Datei hochladen | Erlerkapelle am Ölberg HERIS-ID: 79393 Objekt-ID: 93071 TKK: 10436                                | bei Ölberg 8 Standort KG: Kitzbühel Land                        | Die gemauerte, offene Kapelle auf Sockel mit dreiseitigem Chorschluss und Vorbau wurde um 1870 im Auftrag von Franz Christoph Erler errichtet und 1980 renoviert. Der mit Rauputz gestaltete Bau besitzt eine hohe, spitzbogige Türöffnung mit Eisengitter, an der Traufseite ein breites, spitzbogiges Fenster, jeweils mit profilierten Laibungen und durch Farbfaschen betont. Das steile, über dem Chor abgewalmte Satteldach ist weit vorgezogen und ruht auf Holzstützen. Zwischen den Stützen und der Kapelle sind Brüstungen eingefügt, die Brüstungsbretter sind balusterartig ausgeschnitten. Innen ist der offene Dachstuhl mit verschalter Dachunterseite sichtbar, darunter befindet sich ein umlaufendes Holzfries in gotischen Dreipassformen. | BDA-Hist.: Q38154448 Status: Bescheid Stand der BDA-Liste: 2025-06-30 Name: Erlerkapelle am Ölberg GstNr.: .868 Erlerkapelle am Ölberg                                                             |
| ja   | Datei hochladen | Pulverturm HERIS-ID: 44866 Objekt-ID: 45749 TKK: 11519                                            | südlich Pulverturmweg 17 Standort KG: Kitzbühel Land            | Der Pulverturm wurde um 1500 errichtet und für den Bergbau im Ortsteil Sinwell genutzt. Der spätgotische, vollständig gemauerte Bau auf annähernd quadratischem Grundriss trägt ein steiles, blechgedecktes Satteldach. Segmentbogiger Eingang mit tiefer Laibung an der nördlichen Giebelseite mit rahmender Putzfasche und original spätgotischer Eisenplattentüre. Die Fenster mit Putzfaschenrahmung und schräger, tiefer Laibung weisen gotische Eisenstäbe in Form von geschmiedeten Astranken auf. | BDA-Hist.: Q38011442 Status: Bescheid Stand der BDA-Liste: 2025-06-30 Name: Pulverturm GstNr.: .592 Pulverturm (Kitzbühel)                                                                         |
| ja   | Datei hochladen | Schloss Kaps HERIS-ID: 39753 Objekt-ID: 39585 TKK: 58974                                          | Ried Kaps 1 Standort KG: Kitzbühel Land                         | Das Schloss wurde 1615 erstmals urkundlich erwähnt, kam 1627 an die Grafen Wolkenstein-Trostburg, seit 1679 ist es im Besitz der Grafen Lamberg. Der um 1500 errichtete kubische Bau wurde Ende des 17. Jahrhunderts und im 19. Jahrhundert umgebaut und um Nebengebäude ergänzt. An den Fassaden befinden sich Erker, an den nördlichen und südlichen Schmalseiten turmartige Anbauten mit Zwiebelhelmen (um 1680). An der Eingangsfront befindet sich ein Korbbogenportal in rechteckiger Rahmung und mit Keilstein, über dem Portal ein weißmarmornes Wappenschild der Lamberg um 1680. Das Innere weist eine durchlaufende tonnengewölbte Halle im Erdgeschoß mit Stichkappen auf, an deren Südende sich ehemals im südlichen Anbau die Hauskapelle befand. Im nördlichen Anbau verläuft das Treppenhaus. Die freistehende neugotische Schlosskapelle wurde 1885 erbaut. Die Anlage ist von einer Mauer mit Türmchen umgeben.                                                                    | BDA-Hist.: Q21868283 Status: Bescheid Stand der BDA-Liste: 2025-06-30 Name: Schloss Kaps GstNr.: .286/2 Schloss Kaps                                                                               |
| ja   | Datei hochladen | Tiroler Bauernhaus-Museum Hinterobernau HERIS-ID: 58274 Objekt-ID: 68814 TKK: 59086               | Römerweg 91 Standort KG: Kitzbühel Land                         | | BDA-Hist.: Q38082057 Status: Bescheid Stand der BDA-Liste: 2025-06-30 Name: Tiroler Bauernhaus-Museum Hinterobernau GstNr.: 2179/2, .1682 Bauernhausmuseum Kitzbühel                               |
| ja   | Datei hochladen | Villa Thun HERIS-ID: 57468 Objekt-ID: 67557 TKK: 11525                                            | Schwarzseestraße 22 Standort KG: Kitzbühel Land                 | | BDA-Hist.: Q38076692 Status: Bescheid Stand der BDA-Liste: 2025-06-30 Name: Villa Thun GstNr.: .879 Villa Thun, Kitzbühel                                                                          |
| BW   | Datei hochladen | Kapelle am Saurüssel HERIS-ID: 39747 Objekt-ID: 39579 TKK: 10444                                  | bei St.Johanner Straße 89 Standort KG: Kitzbühel Land           | Der mächtige Kapellenbildstock über halbkreisförmigen Grundriss wurde Ende des 18. Jahrhunderts errichtet. Die Ecken sind pfeilerartig betont, sowohl an der Stirn- als auch an der Traufseite sind Pilaster auf hohen Postamenten vorgelegt, über den Pilastern befindet sich ein umlaufendes, verkröpftes Gebälk, darauf der geschweifte Rundgiebel mit breiter Hohlkehle. Die korbbogig geöffnete Hauptnische beherbergt ein Kruzifix. Darunter öffnet sich eine schmale, segmentbogige Nische mit Rautengitter und einem Christus im Grab. | BDA-Hist.: Q37991062 Status: Bescheid Stand der BDA-Liste: 2025-06-30 Name: Kapelle am Saurüssel GstNr.: .773                                                                                      |
| ja   | Datei hochladen | Lämmerbichlalm-Kapelle HERIS-ID: 95636 Objekt-ID: 111000 TKK: 10020                               | Standort KG: Kitzbühel Land                                     | Die kleine Kapelle auf der Lämmerbichlalm ist seit 1855 kartografisch dokumentiert und wurde inschriftlich 1923 renoviert. Die in Ständerbauweise mit senkrechter Bretterverschalung errichtete hölzerne Kapelle ist mit einem Satteldach gedeckt. Das Innere ist mit einer Holztonne und Malereien versehen. | BDA-Hist.: Q37766662 Status: § 2a Stand der BDA-Liste: 2025-06-30 Name: Lämmerbichlalm-Kapelle GstNr.: 1146                                                                                        |
| ja   | Datei hochladen | Pest-Bildstock HERIS-ID: 94721 Objekt-ID: 109883 TKK: 10429                                       | bei Ehrenbachgasse 15 Standort KG: Kitzbühel Stadt              | Der hohe, gemauerte Nischenbildstock mit Sockel und Satteldach wurde im 19. Jahrhundert an der Stelle des Pestfriedhofes der Epidemie von 1634 errichtet. Der Bau ist mit Rauputz verputzt und durch putzfaschenartige Vertiefungen gegliedert. In der rundbogigen Nische hinter einem Gitter ein Gemälde der Kreuzabnahme. | BDA-Hist.: Q37764919 Status: § 2a Stand der BDA-Liste: 2025-06-30 Name: Pest-Bildstock GstNr.: 599/1 Pest-Bildstock, Kitzbühel                                                                     |
| ja   | Datei hochladen | Einsiedelei-Kapelle HERIS-ID: 55659 Objekt-ID: 64401 TKK: 9981                                    | bei Einsiedeleiweg 25 Standort KG: Kitzbühel Stadt              | Die Kapelle wurde 1773 gebaut. Im Jahr 1866 wurde sie neu aufgebaut, 1920 brannte sie ab und wurde in der heutigen Form wiederaufgebaut. | BDA-Hist.: Q38067082 Status: § 2a Stand der BDA-Liste: 2025-06-30 Name: Einsiedelei-Kapelle GstNr.: .336 Kapelle Einsiedelei, Kitzbühel                                                            |
| ja   | Datei hochladen | Amtsgebäude, ehem. Fronfeste HERIS-ID: 39749 Objekt-ID: 39581 TKK: 11507                          | Hinterstadt 4 Standort KG: Kitzbühel Stadt                      | Der traufständige, viergeschoßige, fünfachsige Bau mit Satteldach wurde im 16. Jahrhundert errichtet, diente ab 1638 als Amtshaus und ab dem 18. Jahrhundert als Gefängnis. Im 19. Jahrhundert wurde das Haus umgebaut und der Dachstuhl gedreht, um 2000 wurde es für Bürozwecke adaptiert. Die Fassade ist mit einfachen Farbfaschen um die regelmäßig angeordneten Rechteckfenster gestaltet. Die Nordost- und Südwestseiten sind verbaut, an der Rückseite befindet sich ein Latrinenvorbau. Im Inneren hat sich im Erdgeschoß ein Tonnengewölbe mit Stichkappen erhalten. | BDA-Hist.: Q37991086 Status: Bescheid Stand der BDA-Liste: 2025-06-30 Name: Amtsgebäude, ehem. Fronfeste GstNr.: .33 Office building Hinterstadt 4, Kitzbühel                                      |
| ja   | Datei hochladen | Ehem. Amtsgebäude (Finanzamt, Berggericht) HERIS-ID: 55649 Objekt-ID: 64387 TKK: 19768            | Hinterstadt 15 Standort KG: Kitzbühel Stadt                     | → Hauptartikel : Altes Finanzamt (Kitzbühel) f1 | BDA-Hist.: Q38066996 Status: Bescheid Stand der BDA-Liste: 2025-06-30 Name: Ehem. Amtsgebäude (Finanzamt, Berggericht) GstNr.: .53 Altes Finanzamt, Kitzbühel                                      |
| ja   | Datei hochladen | Rathaus Kitzbühel HERIS-ID: 55650 Objekt-ID: 64388 TKK: 59952                                     | Hinterstadt 20 Standort KG: Kitzbühel Stadt                     | | BDA-Hist.: Q38067006 Status: § 2a Stand der BDA-Liste: 2025-06-30 Name: Rathaus Kitzbühel GstNr.: .42 Rathaus Kitzbühel                                                                            |
| ja   | Datei hochladen | Bezirkshauptmannschaft HERIS-ID: 55661 Objekt-ID: 64404 TKK: 59961, 11405                         | Hinterstadt 28 Standort KG: Kitzbühel Stadt                     | | BDA-Hist.: Q38067089 Status: § 2a Stand der BDA-Liste: 2025-06-30 Name: Bezirkshauptmannschaft GstNr.: .48/2 Bezirkshauptmannschaft Kitzbühel                                                      |
| ja   | Datei hochladen | Museum Kitzbühel HERIS-ID: 39750 Objekt-ID: 39582 TKK: 23574                                      | Hinterstadt 32 Standort KG: Kitzbühel Stadt                     | → Hauptartikel : Museum Kitzbühel f1 | BDA-Hist.: Q15121280 Status: § 2a Stand der BDA-Liste: 2025-06-30 Name: Museum Kitzbühel GstNr.: .49 Museum Kitzbühel                                                                              |
| ja   | Datei hochladen | Ehem. Forstverwaltung HERIS-ID: 39751 Objekt-ID: 39583 TKK: 59964                                 | Hinterstadt 34 Standort KG: Kitzbühel Stadt                     | | BDA-Hist.: Q37991102 Status: § 2a Stand der BDA-Liste: 2025-06-30 Name: Ehem. Forstverwaltung GstNr.: .50/1                                                                                        |
| ja   | Datei hochladen | Feuerwehr Kitzbühel, Rotes Kreuz HERIS-ID: 94788 Objekt-ID: 109958 TKK: 60250                     | Jochberger Straße 15 Standort KG: Kitzbühel Stadt               | Der Gebäudekomplex über hakenförmigem Grundriss besteht aus der um 1950 errichteten Zentrale des Roten Kreuzes und dem 1976 angebauten Rüsthaus der Feuerwehr. Beide Bauteile sind zweigeschoßig und tragen Satteldächer. An der Südseite des Rüsthauses befinden sich Gedenktafeln für die in den beiden Weltkriegen gefallenen Feuerwehrleute, an der westlichen Traufseite des Rot-Kreuz-Gebäudes eine Wandmalerei eines historischen Rot-Kreuz-Einsatzes. | BDA-Hist.: Q37765038 Status: § 2a Stand der BDA-Liste: 2025-06-30 Name: Feuerwehr Kitzbühel, Rotes Kreuz GstNr.: 241/1, .604, .550, 241/12 Feuerwehr- und Rotes-Kreuz-Gebäude, Kitzbühel           |
| ja   | Datei hochladen | Aufbahrungshalle HERIS-ID: 94912 Objekt-ID: 110106 TKK: 11509                                     | Josef-Herold-Straße 9 Standort KG: Kitzbühel Stadt              | Die Aufbahrungshalle des Klosterfriedhofs der Kapuziner wurde 1934 nach Plänen von Alfons Walde errichtet und 2003 erweitert und innen neu gestaltet. Der langgestreckte Bau schließt nordöstlich an die Kapuzinerkirche an. Das Walmdach ist an der Nordwestseite vorgezogen und bildet auf Holzstützen aufliegend einen Vorraum. In der Mitte des Daches befindet sich ein hölzerner Dachreiter. | BDA-Hist.: Q37765272 Status: § 2a Stand der BDA-Liste: 2025-06-30 Name: Aufbahrungshalle GstNr.: 303/2                                                                                             |
| ja   | Datei hochladen | Ehem. Marienheim, Kindergarten und Musikschule HERIS-ID: 55652 Objekt-ID: 64391 TKK: 60272        | Josef-Herold-Straße 10 Standort KG: Kitzbühel Stadt             | Der mächtige, dreigeschoßige Bau mit flachem Walmdach über Mittelflurgrundriss wurde Ende des 19. Jahrhunderts errichtet. Das Erdgeschoß zeigt eine Eckquaderung, die Fenster sind mit genuteten Rahmungen versehen. Das Obergeschoß ist durch eine umlaufende Fasche abgetrennt, die Fenster der Obergeschoße besitzen einfache Faschenrahmungen. An der Südwestseite befindet sich die rechteckige Haustür mit genuteter Rahmung die in Bogenquaderung schließt. An der Nordostseite schließt ein 2003 errichteter, zweigeschoßiger Anbau für die Musikschule an. | BDA-Hist.: Q38067026 Status: § 2a Stand der BDA-Liste: 2025-06-30 Name: Ehem. Marienheim, Kindergarten und Musikschule GstNr.: 311                                                                 |
| ja   | Datei hochladen | Kapuzinerkloster und Klosterkirche HERIS-ID: 94856 Objekt-ID: 110041 TKK: 11522                   | Josef-Herold-Straße 11 Standort KG: Kitzbühel Stadt             | Das Kapuzinerkloster wurde 1696 gestiftet und 1702 fertiggestellt. Die Anlage südlich der Altstadt besteht aus einer barocken Kirche und dem südlich anschließenden Kloster, das mit drei Flügeln einen Innenhof umschließt. Nordöstlich grenzt der ehemalige Klosterfriedhof mit der Aufbahrungshalle, südöstlich der ummauerte Klostergarten an. Die Klosterkirche mit steilem Satteldach und hölzernem Dachreiter ist den Bauvorschriften der Kapuziner entsprechend schlicht gestaltet. Der einfache Saalraum ist im Inneren von einer Tonne mit Stichkappen überwölbt und mit flach angedeuteten Pilastern gestaltet. 2002 wurde das Kapuzinerkloster aufgelassen und von Franziskanern der Immakulata übernommen. | BDA-Hist.: Q37765222 Status: § 2a Stand der BDA-Liste: 2025-06-30 Name: Kapuzinerkloster und Klosterkirche GstNr.: 302 Kapuzinerkloster Kitzbühel                                                  |
| ja   | Datei hochladen | Stützmauer HERIS-ID: 95083 Objekt-ID: 110311 TKK: 60175                                           | gegenüber Josef-Pirchl-Straße 2 Standort KG: Kitzbühel Stadt    | Die mächtige aus Bruchsteinen errichtete, mit Holzschindeln gedeckte Ummauerung des alten Friedhofs ist aufgrund der Hügellage teilweise als Stützmauer mit breiten, geböschten Pfeilern ausgeführt. | BDA-Hist.: Q37765624 Status: § 2a Stand der BDA-Liste: 2025-06-30 Name: Stützmauer GstNr.: 58, 56                                                                                                  |
| ja   | Datei hochladen | Ölbergkapelle, Totenleuchte HERIS-ID: 94926 Objekt-ID: 110123 TKK: 19218                          | Josef-Pirchl-Straße 2, in der Nähe Standort KG: Kitzbühel Stadt | Die in die Mitte des 15. Jahrhunderts zurückgehende Kapelle auf dem alten Friedhof ist ein offener, spätgotischer Bau über quadratischem Grundriss mit vorkragendem Zeltdach und großem Rundbogenportal an der Südwestseite. Die Kapelle ist mit Wandmalereien aus der Zeit um 1600 geschmückt, die innen an den Wänden Fußwaschung, Judaskuss und Ölberg, in einer Nische einen Engel, im Gewölbe Engel mit Leidenswerkzeugen, in der Bogenlaibung Evangelistensymbole und außen über dem Portal Abendmahl und Zinsgroschen zeigen. Im sternrippengewölbten Inneren befindet sich eine geschnitzte Ölberggruppe von ca. 1740. An der Nordwestseite erhebt sich eine hohe spätgotische Totenleuchte mit Tabernakelbekrönung mit spitzbogigen Öffnungen und Zeltdach. | BDA-Hist.: Q37765322 Status: § 2a Stand der BDA-Liste: 2025-06-30 Name: Ölbergkapelle, Totenleuchte GstNr.: .2 Ölbergkapelle (Kitzbühel)                                                           |
| ja   | Datei hochladen | Kath. Pfarrkirche hl. Andreas HERIS-ID: 55658 Objekt-ID: 64400 TKK: 11382                         | bei Kirchgasse 2 Standort KG: Kitzbühel Stadt                   | → Hauptartikel : Stadtpfarrkirche Kitzbühel f1 | BDA-Hist.: Q2327804 Status: § 2a Stand der BDA-Liste: 2025-06-30 Name: Kath. Pfarrkirche hl. Andreas GstNr.: .1 Stadtpfarrkirche Kitzbühel                                                         |
| ja   | Datei hochladen | Kriegerdenkmal HERIS-ID: 94931 Objekt-ID: 110136 TKK: 10460                                       | bei Kirchgasse 2 Standort KG: Kitzbühel Stadt                   | Das Denkmal für die Landesverteidiger der Koalitionskriege 1796 bis 1809 besteht aus einem mächtigen, aus Felsblöcken zusammengesetzten Sockel mit einer lebensgroßen Bronzefigur eines Tiroler Standschützen geschaffen von Franz Christoph Erler. Am Sockel eine Bronzetafel mit Inschrift. | BDA-Hist.: Q37765361 Status: § 2a Stand der BDA-Liste: 2025-06-30 Name: Kriegerdenkmal GstNr.: 73 Kriegerdenkmal 1809, Kitzbühel                                                                   |
| ja   | Datei hochladen | Kapelle Unser Herr auf der Stiege mit Kriegerdenkmal HERIS-ID: 94934 Objekt-ID: 110142 TKK: 60181 | bei Kirchgasse 2 Standort KG: Kitzbühel Stadt                   | Die neugotische, offene Kapelle mit Satteldach wurde 1923 als Gedenkstätte für die Gefallenen des Ersten Weltkrieges anstelle einer älteren Kapelle errichtet. Die Stirnseite öffnet sich in einem breiten, gefasten Spitzbogen mit niedrigem Eisengitter, darüber befinden sich im Giebelfeld ein Kreuzfenster und eine Inschrift. Innen Kreuzgratgewölbe und vier Tafeln mit den Namen der Gefallenen. Das Steinkruzifix stammt von Stefan Silberberger. | BDA-Hist.: Q37765385 Status: § 2a Stand der BDA-Liste: 2025-06-30 Name: Kapelle Unser Herr auf der Stiege mit Kriegerdenkmal GstNr.: .24 Kapelle Unser Herr auf der Stiege, Kitzbühel              |
| ja   | Datei hochladen | Altes Bürgerspital, Stadtarchiv HERIS-ID: 94841 Objekt-ID: 110018 TKK: 60286                      | Kirchgasse 2 Standort KG: Kitzbühel Stadt                       | Das mächtige, kubische, viergeschoßige Spitalsgebäude hat ein Satteldach über längsrechteckigem Mittelflurgrundriss. Es wurde 1412 von Herzog Stephan von Bayern gestiftet, 1614–1617 neu errichtet, inschriftlich 1751 umgebaut und bekam im 19. Jahrhundert eine neue Fassade. An der südwestlicher Stirnseite hat das Gebäude ein korbbogiges Marmorportal mit Scheitel- und Kämpfersteinen, an der nordwestlichen Traufseite einen mittig liegenden Vorbau unter einem Pultdach. Die Fassadengliederung ist regelmäßig, um die Rechteckfenster einfache Putzfaschen. In der mittleren Querachse befinden sich in sämtlichen Geschoßen breite Tonnengewölbe mit Stichkappen. An der Nordostseite ist die Bürgerspitalskirche angebaut. | BDA-Hist.: Q37765164 Status: § 2a Stand der BDA-Liste: 2025-06-30 Name: Altes Bürgerspital, Stadtarchiv GstNr.: .22 Altes Bürgerspital, Kitzbühel                                                  |
| ja   | Datei hochladen | Spitalkirche Hl. Geist HERIS-ID: 94835 Objekt-ID: 110012 TKK: 11544                               | bei Kirchgasse 2 Standort KG: Kitzbühel Stadt                   | Die Kirche wurde 1837 anstelle einer gotischen, 1412 geweihten und 1835 wegen des Straßenbaus abgetragenen Kirche errichtet und schließt nordöstlich an das ehemalige Bürgerspital an. Der schmale klassizistische Bau über rechteckigem Grundriss weist ein steiles Walmdach auf, das von einem Dachreiter bekrönt wird. Die Fassaden sind mit Pilastern und Profilgesimsen gegliedert. | BDA-Hist.: Q37765128 Status: § 2a Stand der BDA-Liste: 2025-06-30 Name: Spitalkirche Hl. Geist GstNr.: .23 Spitalkirche Hl. Geist, Kitzbühel                                                       |
| ja   | Datei hochladen | Johannes Nepomuk-Kapelle HERIS-ID: 94915 Objekt-ID: 110109 TKK: 46593                             | gegenüber Kirchgasse 5 Standort KG: Kitzbühel Stadt             | Der südwestlich vor dem Kirchhügel gelegene barocke Zentralbau über ovalem Grundriss wurde 1725–1727 errichtet und 1975 renoviert. Das Äußere ist durch Pilaster mit kämpferartigen Aufsätzen, ein umlaufendes schmales Band in Aufsatzhöhe und eine breite Hohlkehle unter dem Dach gegliedert. An der Eingangsseite befindet sich ein Dreiecksgiebel auf Pfeilern mit vorgelegten Pilastern, ein rechteckiges, doppelflügeliges Portal, darüber ein großes querovales Fenster mit profilierter Stuckrahmung. Das geschwungene Haubendach ist mit Schindeln gedeckt. Das Innere weist zweifach geschichtete Pilaster mit Kämpferaufsätzen, ein umlaufendes Gesims und Laub-Badlwerkstuckaturen um 1725 auf. Die Wandmalereien mit Szenen aus dem Leben des hl. Johannes Nepomuk wurden 1727 von Simon Benedikt Faistenberger geschaffen. | BDA-Hist.: Q37765296 Status: § 2a Stand der BDA-Liste: 2025-06-30 Name: Johannes Nepomuk-Kapelle GstNr.: .21 Johannes Nepomuk-Kapelle (Kitzbühel)                                                  |
| BW   | Datei hochladen | Haus Leitgeb HERIS-ID: 94851 TKK: 60289seit 2021                                                  | Kirchgasse 23 Standort KG: Kitzbühel Stadt                      | | BDA-Hist.: Q105436006 Status: Bescheid Stand der BDA-Liste: 2025-06-30 Name: Haus Leitgeb GstNr.: 423/4                                                                                            |
| ja   | Datei hochladen | Mesnerhaus HERIS-ID: 55656 Objekt-ID: 64396 TKK: 29281                                            | Lebenbergweg 2 Standort KG: Kitzbühel Stadt                     | Das Mesnerhaus ist ein zweigeschoßiges Wohnhaus mit Satteldach über einem Mittelflurgrundriss, es ist mit 1731 bezeichnet. Der Bau ist durchgehend in Kantblockbauweise mit Kopfstrickverband gezimmert, die Zwischenwände sind mit aufwendig gestaltetem Zierschrot eingebunden. Im Obergeschoß gibt es einen Söller über die volle Fassadenbreite, darüber einen Giebelsöller, jeweils mit gedrechselten Brüstungssäulchen. Die Haus- sowie die Söllertüren sind Pfostenstocktüren mit, bis auf jene im Giebelsöller, gewellt ausgeschnittenen Stürzen. An der nördlichen Giebelseite führt eine hölzerne Außentreppe ins Obergeschoß. | BDA-Hist.: Q38067067 Status: § 2a Stand der BDA-Liste: 2025-06-30 Name: Mesnerhaus GstNr.: 14 |
| ja   | Datei hochladen | Wirtschaftsgebäude des Mesnerhauses HERIS-ID: 94949 Objekt-ID: 110159 TKK: 60182                  | Lebenbergweg 4 Standort KG: Kitzbühel Stadt                     | Das Wirtschaftsgebäude des Mesnerhauses ist ein großes, zweigeschoßiges Gebäude mit Satteldach, es wurde inschriftlich 1732 errichtet. Das Gebäude ist an der Südwestseite gemauert, ansonsten in Kantblockbauweise mit Kopfstrickverband gezimmert. An der südöstlichen Stirnseite stehen Konsolen vor, traufseitig ein Anbau in Ständerbauweise mit senkrechter Bretterverschalung. | BDA-Hist.: Q37765430 Status: § 2a Stand der BDA-Liste: 2025-06-30 Name: Wirtschaftsgebäude des Mesnerhauses GstNr.: 14                                                                             |
| ja   | Datei hochladen | Neuer Friedhof mit Umgrenzung und Torbau HERIS-ID: 94930 Objekt-ID: 110132 TKK: 60176             | bei Lebenbergweg 4 Standort KG: Kitzbühel Stadt                 | Der nordwestlich an den alten Friedhof anschließende neue Friedhof wurde 1948 angelegt und 1964 und 2001 erweitert. Umgeben wird er von einem hölzernen Zaun, der zwischen Pfeilern auf einem gemauerten Sockel steht. An der Ostseite befindet sich ein großer, offener Torbau mit einem auf Pfeilern aufliegendem Pyramidendach. Der Urnenhain besteht aus einzelnen, frei stehenden Mauerkompartimenten mit jeweils drei Urnennischen auf beiden Seiten. | BDA-Hist.: Q37765352 Status: § 2a Stand der BDA-Liste: 2025-06-30 Name: Neuer Friedhof mit Umgrenzung und Torbau GstNr.: 5/3, 5/4, 5/5                                                             |
| ja   | Datei hochladen | Parkhotel, ehem. Grandhotel HERIS-ID: 39752 Objekt-ID: 39584 TKK: 11515                           | Malinggasse 12 Standort KG: Kitzbühel Stadt                     | Das von einem weitläufigen Park umgebene ehemalige Grand Hotel Kitzbühel wurde nach Plänen Otto Schmids erbaut, 1903 eröffnet und 1912 um einen Zubau erweitert. Der langgestreckte, dreigeschoßige Bau besteht aus einem kleinen und zwei mächtigen Giebelhäusern, die durch traufständige Querbauten verbunden sind. Erdgeschoß, erstes und zweites Obergeschoß sind aus unverputztem Natursteinmauerwerk errichtet, die breiten Giebel weisen eine einfache Fachwerkgliederung mit weiß verputzten Gefachen auf. Trotz späterer Umbauten haben sich die repräsentativen Empfangsräume im Erdgeschoß und die von Wilhelm Nikolaus Prachensky entworfene Innenausstattung erhalten. Der Speisesaal hat eine trapezförmige Holzdecke mit ornamental bemalten Sparren und eine horizontale Holzvertäfelung mit typischen Stilelementen der Zwischenkriegszeit. | BDA-Hist.: Q37991111 Status: Bescheid Stand der BDA-Liste: 2025-06-30 Name: Parkhotel, ehem. Grandhotel GstNr.: 459/3 Parkhotel (Kitzbühel)                                                        |
| ja   | Datei hochladen | Theresienhütte HERIS-ID: 46727 Objekt-ID: 48861 TKK: 11516                                        | Malinggasse 20 Standort KG: Kitzbühel Stadt                     | Das aufwendig strukturierte, zweigeschoßige Einfamilienhaus mit flachem Satteldach wurde von Helmut Wagner-Freynsheim 1932 erbaut. Der Grundriss besteht aus zwei ineinander geschobenen Rechtecken, die einen kubischen Baukörper mit je einem Vorsprung im Norden und im Süden entstehen lassen. Der Gebäudesockel ist durch die Hanglage nur teilweise sichtbar, darüber ist das Wohnhaus in Holzriegelbauweise errichtet und innen wie außen waagrecht verschalt. | BDA-Hist.: Q38023246 Status: Bescheid Stand der BDA-Liste: 2025-06-30 Name: Theresienhütte GstNr.: .386                                                                                            |
| ja   | Datei hochladen | Fassadenfresko HERIS-ID: 44297 Objekt-ID: 45073 TKK: 60256                                        | Malinggasse 41 Standort KG: Kitzbühel Stadt                     | Das Haus ist Teil einer 1941 errichteten Siedlung aus vier zweigeschoßigen Mietshäusern. An der Fassade befindet sich ein über zwei Geschoße reichendes Wandgemälde mit den Freiheitskämpfern Rupert Wintersteller und Christian Blattl dem Älteren, das 1941 von Toni Kirchmayr geschaffen wurde. | BDA-Hist.: Q38007883 Status: Bescheid Stand der BDA-Liste: 2025-06-30 Name: Fassadenfresko GstNr.: 465/9 Malinggasse 41, Kitzbühel                                                                 |
| ja   | Datei hochladen | Alter Friedhof mit Ummauerung und Kruzifix HERIS-ID: 94927 Objekt-ID: 110126 TKK: 60171           | bei Pfarrau 1 Standort KG: Kitzbühel Stadt                      | Der 1373 erstmals urkundlich erwähnte Friedhof umgibt die Pfarrkirche und die Liebfrauenkirche. Er ist von einer mächtigen aus Bruchsteinen errichteten, mit Holzschindeln gedeckten Ummauerung umgeben, die aufgrund der Hügellage teilweise als Stützmauer mit breiten Pfeilern ausgeführt ist. Das große Friedhofskreuz unter einem Satteldach mit Corpus vom Dreinageltypus wurde in der zweiten Hälfte des 17. Jahrhunderts von Benedikt Faistenberger dem Jüngeren geschaffen. | BDA-Hist.: Q37765330 Status: § 2a Stand der BDA-Liste: 2025-06-30 Name: Alter Friedhof mit Ummauerung und Kruzifix GstNr.: 59, .4, 594, 577/1, 11/2 Alter Friedhof, Kitzbühel                      |
| ja   | Datei hochladen | Walde-Gedenkstätte HERIS-ID: 94914 Objekt-ID: 110108 TKK: 10466                                   | gegenüber Pfarrau 1 Standort KG: Kitzbühel Stadt                | Die Bronzebüste von Alfons Walde, geschaffen 1975 von Josef Dangl, steht auf einem Betonsockel vor der westlichen Friedhofsmauer. | BDA-Hist.: Q37765288 Status: § 2a Stand der BDA-Liste: 2025-06-30 Name: Walde-Gedenkstätte GstNr.: 60                                                                                              |
| ja   | Datei hochladen | Alte Schule, Vereinsheim HERIS-ID: 55653 Objekt-ID: 64393 TKK: 60192                              | Pfarrau 1 Standort KG: Kitzbühel Stadt                          | | BDA-Hist.: Q38067036 Status: § 2a Stand der BDA-Liste: 2025-06-30 Name: Alte Schule, Vereinsheim GstNr.: 61/1 Alte Schule, Vereinsheim, Kitzbühel                                                  |
| ja   | Datei hochladen | Tirol-Stein HERIS-ID: 94937 Objekt-ID: 110145 TKK: 115628                                         | bei Pfarrau 1 Standort KG: Kitzbühel Stadt                      | Der Tirol-Stein ist ein Felsblock mit den in drei Bronzeteilen gegossenen Teilen Tirols mit ihren jeweiligen Hauptflüssen. Darüber bronzener Tiroler Adler. | BDA-Hist.: Q37765393 Status: § 2a Stand der BDA-Liste: 2025-06-30 Name: Tirol-Stein GstNr.: 577/1                                                                                                  |
| ja   | Datei hochladen | Widum HERIS-ID: 55654 Objekt-ID: 64394 TKK: 60193                                                 | Pfarrau 2 Standort KG: Kitzbühel Stadt                          | | BDA-Hist.: Q38067047 Status: § 2a Stand der BDA-Liste: 2025-06-30 Name: Widum GstNr.: 9, 10 |
| ja   | Datei hochladen | Wallfahrtskirche, Liebfrauenkirche HERIS-ID: 94913 Objekt-ID: 110107 TKK: 11511                   | bei Pfarrau 2 Standort KG: Kitzbühel Stadt                      | → Hauptartikel : Liebfrauenkirche (Kitzbühel) f1 | BDA-Hist.: Q15825826 Status: § 2a Stand der BDA-Liste: 2025-06-30 Name: Wallfahrtskirche, Liebfrauenkirche GstNr.: .3 Liebfrauenkirche (Kitzbühel)                                                 |
| ja   | Datei hochladen | Stadtbrunnen HERIS-ID: 95566 Objekt-ID: 110927 TKK: 10467                                         | gegenüber Rathausplatz 4 Standort KG: Kitzbühel Stadt           | Der Stadtbrunnen wurde 1971 anlässlich des 700. Jahrestages der Stadterhebung von Josef Dangl geschaffen. Er besteht aus einem steinernen, sechseckigen Becken und mittig eingestellter Brunnensäule mit Bronzebüsten von Herzog Ludwig II. von Bayern, Margarete Maultasch und Kaiser Maximilian I., darunter die entsprechenden Wappensteine. | BDA-Hist.: Q37766461 Status: § 2a Stand der BDA-Liste: 2025-06-30 Name: Stadtbrunnen GstNr.: 574/1 Stadtbrunnen, Kitzbühel                                                                         |
| ja   | Datei hochladen | Volksschule HERIS-ID: 55655 Objekt-ID: 64395 TKK: 60294                                           | Schulgasse 2 Standort KG: Kitzbühel Stadt                       | | BDA-Hist.: Q38067058 Status: § 2a Stand der BDA-Liste: 2025-06-30 Name: Volksschule GstNr.: 330 Volksschule Kitzbühel                                                                              |
| ja   | Datei hochladen | Brücke, Treppenanlage und WC HERIS-ID: 95722 Objekt-ID: 111086 TKK: 60041                         | gegenüber Untere Gänsbachgasse 2 Standort KG: Kitzbühel Stadt   | Aufgrund einer Geländestufe durch den ehemaligen Stadtgraben am nördlichen Ausgang der Altstadt verläuft die Josef-Pirchl-Straße zwischen der Vorderstadt und dem Bürgerspital erhöht und wird mittels einer Steinbogenbrücke aus der ersten Hälfte des 20. Jahrhunderts über die Gänsbachgasse geführt. | BDA-Hist.: Q37766819 Status: § 2a Stand der BDA-Liste: 2025-06-30 Name: Brücke, Treppenanlage und WC GstNr.: 591/1, 593/2, .570, 575/2 Untere Gänsbachgasse Kitzbühel                              |
| ja   | Datei hochladen | Brunnen HERIS-ID: 95573 Objekt-ID: 110935 TKK: 59974                                              | bei Vorderstadt 4 Standort KG: Kitzbühel Stadt                  | In der Mitte des runden, aus Marmorblöcken zusammengesetzten Beckens liegt ein Block mit zwei in Bronze gegossenen Kitzen von Franz Roilo aus dem Jahre 1972. | BDA-Hist.: Q37766506 Status: § 2a Stand der BDA-Liste: 2025-06-30 Name: Brunnen GstNr.: 574/1 Brunnen beim Ritzerhaus, Kitzbühel                                                                   |
| ja   | Datei hochladen | Brunnen HERIS-ID: 95569 Objekt-ID: 110931 TKK: 10473                                              | bei Vorderstadt 18 Standort KG: Kitzbühel Stadt                 | Der Brunnen vor dem Chor der Katharinenkirche stammt aus der 2. Hälfte des 20. Jahrhunderts. Auf einer steinernen, runden Brunnenschale mit drei Rosetten und einem Wappen steht mittig die kupferne Brunnensäule mit zwei Ausgüssen in Drachenkopfform. Diese ist von einem sechseckigen Schmiedeeisengitter im Stil der Renaissance umschlossen. | BDA-Hist.: Q37766476 Status: § 2a Stand der BDA-Liste: 2025-06-30 Name: Brunnen GstNr.: 574/3 |
| ja   | Datei hochladen | Kath. Filialkirche hl. Katharina mit Kriegerdenkmal HERIS-ID: 95570 Objekt-ID: 110932 TKK: 11533  | bei Vorderstadt 20 Standort KG: Kitzbühel Stadt                 | | BDA-Hist.: Q37766485 Status: § 2a Stand der BDA-Liste: 2025-06-30 Name: Kath. Filialkirche hl. Katharina mit Kriegerdenkmal GstNr.: .72 Filialkirche hl. Katharina, Kitzbühel                      |
| ja   | Datei hochladen | Altes Bezirksgericht HERIS-ID: 39756 Objekt-ID: 39588 TKK: 11506                                  | Vorderstadt 21 Standort KG: Kitzbühel Stadt                     | | BDA-Hist.: Q37991138 Status: Bescheid Stand der BDA-Liste: 2025-06-30 Name: Altes Bezirksgericht GstNr.: .84                                                                                       |
| ja   | Datei hochladen | Pfleghof, Jochberger Tor HERIS-ID: 39757 Objekt-ID: 39589 TKK: 60002                              | Vorderstadt 33 Standort KG: Kitzbühel Stadt                     | | BDA-Hist.: Q37991149 Status: Bescheid Stand der BDA-Liste: 2025-06-30 Name: Pfleghof, Jochberger Tor GstNr.: .78 Pfleghof, Kitzbühel                                                               |
| ja   | Datei hochladen | Schule mit Wandmalerei HERIS-ID: 95740 Objekt-ID: 111104 TKK: 60043                               | Wagnerstraße 14 Standort KG: Kitzbühel Stadt                    | Der zweigeschoßige Schulbau über einem längs gerichteten, durch Vorsprünge strukturierten Grundriss hat ein Satteldach und an seiner Südseite einen breiten Eingangsbereich mit Vordach. Daneben, über die volle Fassadenhöhe gehend, die Wandmalerei Händler signiert mit HR (Harold Reitterer) aus dem Jahre 1965. | BDA-Hist.: Q37766863 Status: § 2a Stand der BDA-Liste: 2025-06-30 Name: Schule mit Wandmalerei GstNr.: 241/6                                                                                       |
| BW   | Datei hochladen | Ehrenbach-Kapelle HERIS-ID: 94698 Objekt-ID: 109859 TKK: 9988                                     | Standort KG: Kitzbühel Stadt                                    | | BDA-Hist.: Q37764877 Status: § 2a Stand der BDA-Liste: 2025-06-30 Name: Ehrenbach-Kapelle GstNr.: 561/1                                                                                            |
| BW   | Datei hochladen | Kreuzweg HERIS-ID: 94699 Objekt-ID: 109860 TKK:                                                   | Standort KG: Kitzbühel Stadt                                    | | BDA-Hist.: Q37764884 Status: § 2a Stand der BDA-Liste: 2025-06-30 Name: Kreuzweg GstNr.: 561/1, 534/21                                                                                             |

## Ehemalige Denkmäler
| Foto |                 | Denkmal                                                 | Standort                                 | Beschreibung | Metadaten |
| ---- | --------------- | ------------------------------------------------------- | ---------------------------------------- | --- | --- |
| BW   | Datei hochladen | Bauernhaus, Warmbach Objekt-ID: 22909 TKK: 2373bis 2015 | Römerweg 150 Standort KG: Kitzbühel Land | Die Hofstelle ist bereits im 15. Jahrhundert urkundlich nachweisbar, die Bebauung ist seit dem 16. Jahrhundert belegt. Der zweigeschoßige, quergeteilte Einhof mit Mittelflurgrundriss stammt inschriftlich aus dem Jahre 1574, Umbauten erfolgten 1789 und 1822. Der Wohnteil hat einen Kellersockel und ist im Erdgeschoß gemauert, an der Stirnseite vermittelt ein Rundbogenportal mit gefaster, steinerner Laibung den Eingang. Der restliche Bau ist in Kantblockbauweise mit Kopfstrickverband gezimmert, im Obergeschoß befindet sich ein dreiseitig umlaufender Söller, darüber ein breiter Giebelsöller. Das flache Satteldach hat einen Glockenturm. Innen eine Stube mit spätgotischer Riemlingdecke, in der Küche segmentbogige Fensternischen, Rundbogentüre mit gefastem Gewände und Stichkappengewölbe in der Speisekammer, sowie ein rundbogiges Steinportal im darunter liegenden, tonnengewölbten Keller. In den Kammern des Obergeschoßes sind Pfostenstocktüren, Bohlentüren mit Gratleisten und Reste von Schiebefenstern als typische Elemente des 16. Jahrhunderts erhalten. Der Wirtschaftstrakt ist im Erdgeschoß mit dem Stall gemauert, das Obergeschoß ist gezimmert. An der Nordostecke des Wirtschaftstraktes befindet sich ein ebenerdig tonnengewölbter Stall. | BDA-Hist.: Q106672295 Status: Bescheid Stand der BDA-Liste: 2015-06-26 Name: Bauernhaus, Warmbach GstNr.: .466 |